# Kinbergonuphis nonatoi
Kinbergonuphis nonatoi är en ringmaskart som beskrevs av Lana 1991. Kinbergonuphis nonatoi ingår i släktet Kinbergonuphis och familjen Onuphidae. Inga underarter finns listade i Catalogue of Life.